# Магребска кухиња
Магребска кухиња је гастрономија региона Магреб, који се налази у северозападном делу Африке дуж Медитерана. Регион обухвата државе Алжир, Либију, Мароко, Мауританију и Тунис. Регион има висок степен географске, политичке, друштвене, економске и културне разноликости, која утиче на њену кухињу и стилове кувања.
Најпознатија јела овог региона су кускус, пастиља и вариво таџин.

## Порекло
Кухиња региона Магреб, у западном делу северне Африке, се састоји од пет независних држава а то су Алжир, Либија, Мароко, Мауританија и Тунис, са изворним становништвом које води порекло од Бербера и Арапа. Кухиње Алжира, Туниса и Либије су респективно под утицајем француске и италијанске кухиње.

## Кухиња
Магребску кухињу одликују, прехрамбени производи најчешће пшеница (за кобз хлеб и кускус), риба, морски плодови, козје месо, овчетина, говедина, урме, бадеми, маслине и различито поврће и воће. Пошто је регион углавном насељен становништвом муслиманске вероисповести, халал Муслимани углавном једу месо. Већина јела су зачињена, посебно са кумином, ђумбиром, паприком, циметом и шафраном. Свежа мента, першун и коријандер такође су веома чести у јелима. Мешавине зачина као што су рас ел ханут, бахарат и чили пасте попут харисе (посебно у Тунису) се често користе. Употребљавају се још и махунарке, орашасти плодови, плодови и зачини који су веома приметни у јелима. Укисељени лимун (l'hamd mrakad) и „укисељене” маслинке су карактеристични елементи кухиње Магреба.
Најпознатије Магребско јело у иностранству је кускус направљен од пшеничног брашна и пшеничне крупице. За таџин, јело изворног берберског порекла које се спремало у глиненим посудама, постоје различите методе кувања и састојци који се стављају у јела од земље до земље. На пример, таџин у Тунису је печени киш, врста пите послужена као јело, док је таџин у Мароку споро кувани паприкаш. Пастиља је такође важно арапско—андалузијско јело овог региона.
- Брик са јајима, туњевином, црним луком и першуном
- Мешуи, цела овца печена на ражњу
- Шакшука са јајима
- Пастиља са месом
- Хлеб печен на традиционалан начин
- Марокански таџин са хлебом и чајем од нане
- Граиба